# Vania Arana
Vania Arana   (Trujillo, 1967) és una sindicalista peruana, resident a Catalunya. Va ser una de les promotores el moviment de Las Kellys.
Vania Arana és graduada en Estudis Literaris i va exercir de professora al Perú. L'any 1992 va migrar a Barcelona, on no va poder convalidar el seu títol universitari. Per a mantenir-se, va treballar en residències geriàtriques i netejant domicilis. Posteriorment va treballar com a cambrera de pisos en la hoteleria, on va viure de primera mà les condicions laborals precàries d'aquest sector. El 2016 va impulsar la creació de l'Associació Las Kellys, que lluita per defensar els drets laborals de les cambreres d'hotel. Des de 2018, la secció catalana del col·lectiu es va constituir en sindicat, i Arana n'és la portaveu i presidenta.
Vania Arana va ser una de les personalitats homenatjades per l'Ajuntament de Barcelona en la campanya Ciutat de Dones, el març de 2023.